# Vickers Vimy
A Vickers Vimy brit gyártmányú nehézbombázó repülőgép volt az első világháborúban és az ezt követő években. A típus sikereket ért el katonai gépként, valamint a polgári repülésben is. Kiemelkedő sikereket értek el vele a hosszútávú repülésben, melyek közül a legismertebb John Alcock és Arthur Whitten Brown Atlanti-óceánon való átrepülése 1919 júniusában.

## Kifejlesztése
A típust Reginald Kirshaw Pierson, a Vickers főtervezője tervezte. A cél egy kétmotoros kétfedelű bombázó volt, mely képes az éjszakai támadásra a németországi célpontok ellen. Három prototípusra írtak ki szerződést, melyeknek 1917 augusztusára kellett elkészülniük. A prototípusok tervezése és gyártása kivételesen zajlott, és még ez év novemberében megtörtént az első felszállás. Ezek a példányok Hispano Suiza motorokkal voltak felszerelve. Később több más erőforrást kipróbáltak, és végül a Rolls-Royce Eagle VIII mellett döntöttek. A típust a Vimy-gerincnél vívott csatáról nevezték el.

## Alkalmazása

### A RAF-nál
1918 októberében három gépet kapott a brit légierő, amelyek közül az egyiket Franciaországba szállították, azonban a háború véget ért, mielőtt bevethették volna. A típust 1919 júliusában állították szolgálatba, először az 58. repülőszázadnál Egyiptomban. Ez a típus alkotta a brit nehézbombázók gerincét a 20-as években. A Vimy a Közel-Keleten és az Egyesült Királyságban állt szolgálatban 1919 és 1925 között, majd a Vickers Virginia váltotta fel. Tartalékban egészen 1929-ig maradt ez a típus. Ezután már csak katonai oktatógépnek használták, és végül célgépnek légvédelmi reflektorok számára.

### Vimy Commercial

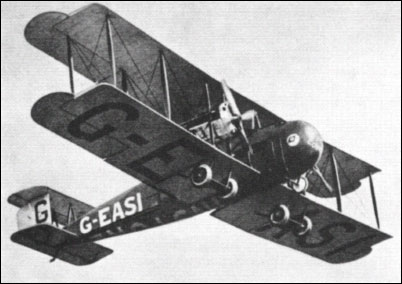
Vickers Vimy Commercial

A Vickers Vimy Commercial a típus polgári verziója volt. A repülőgéptörzs átmérőjét jelentősen megnövelték. A prototípus 1920-ban részt vett egy Fokvárosba tartó versenyen, de február 27-én Tanganyikában összetört.
A kínaiak figyelemre méltóan sokat, 100 példányt rendeltek ebből a verzióból, azonban a fizetési problémák miatt a britek a rendelést valószínűleg nem teljesítették. 40 darabot a 43 megépített gépből leszállítottak Kínába, de a legtöbb a raktárakban maradt, és ezekből csak hét gépet állítottak polgári szolgálatba.
55 gép katonai szállítónak épült a RAF számára, és Vickers Vernon néven állították hadrendbe.

### A második Zhili-Fengtian háborúban
Az első Zhili-Fengtian háború után 20 polgári gépet a zhili oldal bombázóvá alakított, és ezek a gépek részt vettek a két kínai tartomány következő háborújában. Sikeresen alkalmazták a típust az alacsony magasságból való bombázások során. A légvédelem miatt azonban később áttértek a nagyobb magasságú bombavetésre, így viszont csökkent a támadások hatékonysága. Végül háború során a bombázók az ellenség kezére kerültek. A mukdeni incidens idejére a gépeket már nagyrészt kivonták a szolgálatból. A Vimyket a japánok szerezték meg, akik hamarosan az összeset leselejtezték.

## Hosszútávú repülések
A Vickers Vimyvel sok nagy távolságú repülést teljesítettek a maga korában. A legjelentősebb az Atlanti-óceán első átrepülése volt 1919 júniusában. John Alcock és Arthur Whitten Brown kevesebb mint 16 óra alatt tette meg a több mint 3000 kilométeres távolságot. A repülőgépük ma a londoni Science Museumban látható.
1919-ben az ausztrál kormány 10 000 dolláros felajánlására Keith Macpherson Smith és testvére, valamint két másik férfi teljesítette az Anglia-Ausztrália útvonalat.
1920-ban Pierre van Ryneveld és Quintin Brand megkísérelt Angliából Dél-Afrikába repülni. Azonban a Vimy motorja túlmelegedett, ezért kényszerleszállást hajtottak végre. Ezután egy másik Vimyvel folytatták útjukat, ez viszont egy rosszul sikerült leszállás során összetört. Van Ryneveld és Brand ezek után egy Airco DH.9-cel folytatta az útját Fokvárosba. A dél-afrikai kormány 5000 fonttal jutalmazta őket.

## Másolatok

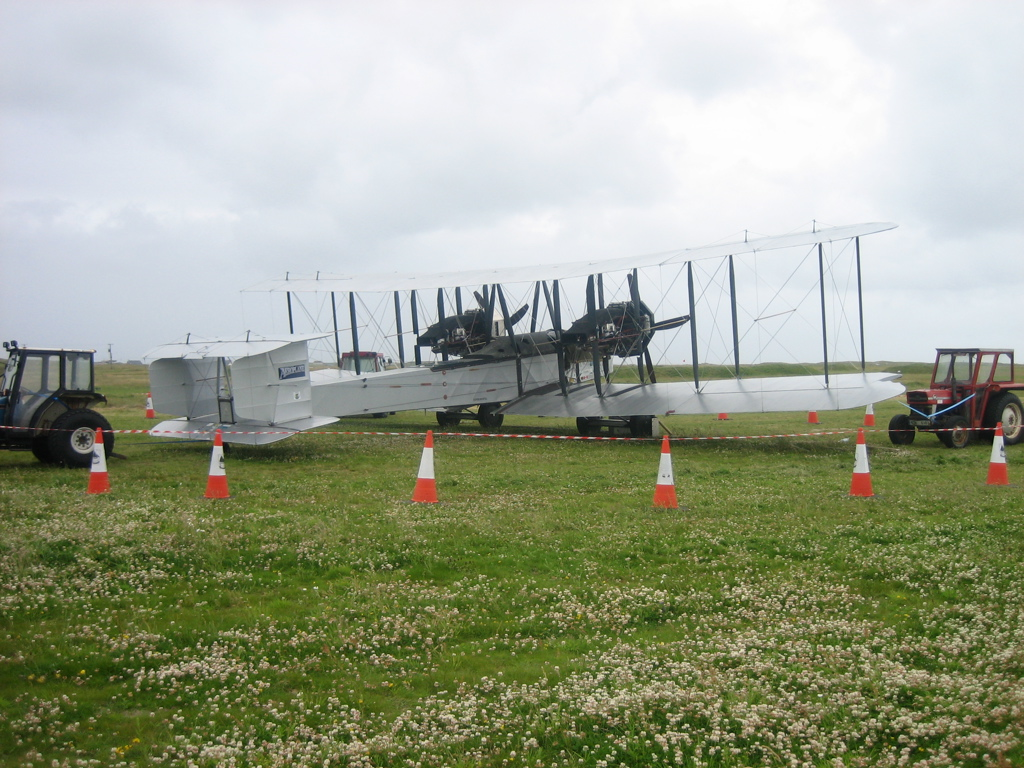
Egy Vimy másolat 2005-ben

Három, az eredeti méretével megegyező (ebből kettő repülőképes) másolat készült a típusból, valamint az Atlanti-óceánt átrepülő Vimy pilótafülkéjének másolata a londoni Science Museum részére a 20-as években. Az első példány egy filmhez készült, amelyben Alcock és Brown atlanti-óceáni útját dolgozta volna fel, ám azt nem forgatták le. A második 1969-ben készült és repülőképes volt, ez ma a londoni RAF Museumban van kiállítva. A harmadik Vimyt 1994-ben építették meg és sikeresen megismételték vele a három legjelentősebb hosszútávú repülést. Ma a Brooklands Museumban tekinthető meg.

## Változatok
- F.B.27 Vimy: Prototípus (4 darab épült meg)
- Vimy Ambulance: Katonai mentőváltozat
- Vimy Commercial: Polgári szállítógép

## Rendszeresítő államok

### Katonai felhasználók
Egyesült Királyság
- Brit Királyi Légierő

### Civil felhasználók
Egyesült Királyság
- Imperial Airways (Vimy Commercial)
- Instone Air Line (Vimy Commercial)

 Franciaország
- Grands Express Aériens (Vimy Commercial)

 Kínai Köztársaság
- Kínai kormány (Vimy Commercial)

 Spanyolország
- Spanyol kormány

## Fordítás
Ez a szócikk részben vagy egészben  a   Vickers Vimy című angol Wikipédia-szócikk ezen változatának fordításán alapul.  Az eredeti cikk szerkesztőit annak laptörténete sorolja fel. Ez a jelzés csupán a megfogalmazás eredetét és a szerzői jogokat jelzi, nem szolgál a cikkben szereplő információk forrásmegjelöléseként.